# Jorge Dely Valdés
Jorge Dely Valdés, panamski nogometaš in trener, * 12. marec 1967.
Za panamsko reprezentanco je odigral 48 uradnih tekem in dosegel 19 golov.